# L'Amour en héritage (téléfilm)
Pour les articles homonymes, voir L'Amour en héritage.
L'Amour en héritage (Das Erbe von Granlunda) est un téléfilm allemand réalisé par Gunter Krää et diffusé en 2009.

## Fiche technique
- Scénario : Christiane Sadlo
- Durée : 91 min
- Pays :  Allemagne

## Distribution
- Simone Heher : Karin Västervik
- Nicki von Tempelhoff : Tomas Fredriksson
- Michael Greiling : Paul Eding
- Marlies Engel : Mia Asmundson
- Justus Kammerer : Jonas Västervik
- Horst Sachtleben : Magnus Hansson
- Tanja Gutmann : Lisa Ölund
- Jacqueline Ramel : Greta Fredriksson
- Kerstin Landsmann : Sœur Ina
- Cornelia Saborowski : Madame Willing
- Lars-Erik Friberg : Postier Lars
- Jörg Kleinau : Jörn Pettersson